# John Fuller
John Fuller, né le 1er janvier 1937, est un auteur et poète anglais, fellow émérite du Magdalen College de l'université d'Oxford.

## Biographie
Né à Ashford dans le comté du Kent fils du poète et professeur à Oxford Roy Fuller, John Fuller est formé à la St Paul's School et au New College d'Oxford.
Il commence à enseigner en 1962 à l'université d'État de New York puis à l'université de Manchester. De 1966 à 2002 il est fellow et tuteur au Magdalen College d'Oxford avant d'y être reconnu fellow émérite.
Fuller a publié 15 recueils de poésie, dont Stones and Fires (1996), Now and for a Time (2002), Song and Dance (2008) et le récent The Dice Cup (2014). Chatto & Windus publie un  Collected Poems en 1996. Son roman Flying to Nowhere (1983), fantasy historique, qui remporte le Whitbread First Novel Award, est nommé pour le Booker Prize. En 1996 il remporte le prix Forward pour Stones and Fires et en 2006 le Michael Braude Award for Light Verse (en). Il est également l'auteur de collections de nouvelles et de plusieurs livres pour enfants. Son poème Ship of Sounds, illustré d'une gravure sur bois de l'artiste Garrick Palmer (en), est publié en 1981 dans une édition qui en contient 130 par The Gruffyground Press.
En 1968, John Fuller créé le Sycamore Press, qu'il dirige depuis son garage. Les Sycamore Press publient quelques-uns des poètes les plus influents et appréciés par la critique de la seconde moitié du XXe siècle tels que W. H. Auden, Philip Larkin et Peter Porter. En plus de ces auteurs établis, l'éditeur a cherché à promouvoir des poètes plus jeunes, dont beaucoup ont fini par connaître un grand succès. Le Sycamore Press, qui a cessé ses activités en 1992, représente un excellent exemple d'une petite maison d'édition britannique dont les publications étaient motivées par des objectifs autres que le profit. John Fuller and the Sycamore Press (Bodleian Library, 2010) comprend un entretien avec John Fuller et des réflexions personnelles d'auteurs de la Sycamore Press relativement à Fuller, the press et les œuvres publiées. Le livre comprend également une bibliographie des brochures et placards produits par Fuller.
Fuller est fellow de la Royal Society of Literature.

## Poésie
- 1961 : Fairground Music
- 1967 : The Tree that Walked
- Cannibals and Missionaries
- Epistles to Several Persons
- The Mountain and the Sea
- Lies and Secrets
- 1980 : The Illusionists
- Waiting for the Music
- The Beautiful Inventions
- Selected Poems 1954 to 1982
- Partingtime Hall (avec James Fenton)
- Pillow Talk
- The Grey Among the Green
- The Mechanical Body
- 1996 : Stones and Fires
- 2002 : Now and for a Time
- Collected Poems
- 2005 : The Solitary Life (Clutag Press (en))
- 2006 : The Space of Joy
- 2008 : Song and Dance
- 2014 : The Dice Cup

## Fiction
- Flying to Nowhere
- The Adventures of Speedfall
- Tell It Me Again
- The Burning Boys
- Look Twice
- The Worm and the Star
- A Skin Diary
- The Memoirs of Laetitia Horsepole

## Critiques
- 1970 : A Reader's Guide to W.H. Auden
- The Sonnet
- 2011 : Who is Ozymandias? and other puzzles in poetry

## Pour enfants
- 1968 : Herod Do Your Worst
- 1970 :Squeaking Crust
- The Spider Monkey Uncle King
- The Last Bid
- 1980 : The Extraordinary Wool Mill and other stories
- Come Aboard and Sail Away
- 2014 : You're Having Me On!

## Éditeur
- The Chatto Book of Love Poetry
- The Dramatic Works of John Gay
- The Oxford Book of Sonnets
- W.H. Auden